# LLVMpipe
LLVMpipe (de l'anglais : Low-Level Virtual Machine pipe, littéralement : pipeline de machine virtuelle de bas-niveau), en référence au compilateur en langage intermédiaire, LLVM, utilisé, est un pilote graphique purement logiciel (qui n'utilise pas d'accélération graphique via une puce dédiée à ce rôle) d'OpenGL et OpenGL ES intégré à Mesa 3D. Les premières annonces ont eu lieu vers novembre 2007, il a commencé à être intégré à Mesa 3D en 2008 et il en est devenu le moteur de rendu logiciel par défaut depuis la version 10.2, en juin 2014.
Il révolutionne le rendu 3D, en montrant qu'il est possible d'utiliser plus efficacement le microprocesseur pour l’accélération 3D.
Il utilise le compilateur LLVM, pour compiler à la volée les langages des shaders en assembleur multithread, optimisé pour les microprocesseurs multicœurs et les éventuels SIMD les accompagnent (SSE2, SSSE3 et SSE4.1 sur architecture x86 et NEON sur architecture ARM).
Il s'agit de la dernière génération de pilote produit dans le cadre du projet Gallium3D, visant à améliorer Mesa 3D, et est le moteur de rendu logiciel le plus rapide de Mesa 3D.